# Georgetown (comtat de Chatham)
Georgetown és una població dels Estats Units a l'estat de Geòrgia. Segons el cens del 2000 tenia 10.599 habitants.

## Demografia
Segons el cens del 2000, Georgetown tenia 10.599 habitants, 4.123 habitatges, i 2.820 famílies. La densitat de població era de 356,5 habitants/km².
Dels 4.123 habitatges en un 37,2% hi vivien nens de menys de 18 anys, en un 56,9% hi vivien parelles casades, en un 8,4% dones solteres, i en un 31,6% no eren unitats familiars. En el 22,5% dels habitatges hi vivien persones soles el 2,7% de les quals corresponia a persones de 65 anys o més que vivien soles. El nombre mitjà de persones vivint en cada habitatge era de 2,57 i el nombre mitjà de persones que vivien en cada família era de 3,07.
Per edats la població es repartia de la següent manera: un 27% tenia menys de 18 anys, un 10,9% entre 18 i 24, un 40% entre 25 i 44, un 17,4% de 45 a 60 i un 4,6% 65 anys o més.
L'edat mediana era de 30 anys. Per cada 100 dones de 18 o més anys hi havia 98,3 homes.
La renda mediana per habitatge era de 48.393 $ i la renda mediana per família de 54.951 $. Els homes tenien una renda mediana de 40.359 $ mentre que les dones 27.160 $. La renda per capita de la població era de 22.051 $. Entorn del 2,5% de les famílies i el 5,5% de la població estaven per davall del llindar de pobresa.

## Poblacions més properes
El següent diagrama mostra les poblacions més properes.